# Mahesh Bhatt
Mahesh Bhatt (20 de setembro de 1948) é um diretor, produtor e roteirista de cinema indiano. Um de seus filmes de destaque é Saaransh (1984), exibido no 14º Festival Internacional de Cinema de Moscou. Tornou-se a inscrição oficial da Índia para o Oscar de melhor filme internacional daquele ano. A obra de 1986 Naam foi sua primeira peça de cinema comercial. Em 1987, ele se tornou produtor de Kabzaa sob o rótulo "Vishesh Films", com seu irmão Mukesh Bhatt.
Mahesh se tornou um dos diretores mais reconhecidos da indústria cinematográfica indiana na década seguinte, com os trabalhos Daddy (1989) e Swayam (1991), bem como os sucessos românticos Awaargi (1990), Aashiqui (1990) e Dil Hai Ki Manta Nahin (1991), no qual escalou Pooja Bhatt com o ator Aamir Khan. Em seguida, ele dirigiu Sadak (1991), que foi um sucesso e continua sendo sua maior bilheteria, produzido pela Vishesh Films.
Durante a década de 1990, Mahesh foi aclamado pela crítica por Sir (1993), junto com outros sucessos como Gumraah (1993 ) e Criminal (1994). Em 1994 ele ganhou o Prêmio Nacional de Cinema pela direção de Hum Hain Rahi Pyar Ke (1993). Em 1996, dirigiu Tamanna, que ganhou o Prêmio Nacional de Cinema de Melhor Filme sobre Questões Sociais. Em 1999, dirigiu o autobiográfico Zakhm, que ganhou o Prêmio Nargis Dutt de Melhor Longa-Metragem sobre Integração Nacional. Depois disso, Bhatt e seu irmão deram as mãos para estabelecer Vishesh Films e forneceram roteiros para mais de vinte filmes, muitos dos quais foram sucessos de bilheteria. Bhatt produziu vários filmes contemporâneos, como Raaz (2002), Jism (2003), Murder (2004), Gangster (2006), Woh Lamhe (2006), Jannat (2008), Murder 2 (2011) e Aashiqui 2 (2013). Devido às diferenças entre os irmãos, Mukesh assumiu a Vishesh Films e, em maio de 2021, foi anunciado publicamente que Mahesh não estava mais associado à empresa.